# 28442 Nicholashuey
28442 Nicholashuey è un asteroide della fascia principale. Scoperto nel 2000, presenta un'orbita caratterizzata da un semiasse maggiore pari a 2,4057813 UA e da un'eccentricità di 0,1400002, inclinata di 2,93733° rispetto all'eclittica.